# Хань Тянью
Тянью Хань (韩天宇), нар.3 червня 1996) — китайський шорт-трековик, призер Олімпійських ігор.
Тянью Хань народився у 1996 році в провінції Ляонін. У 2011 році став чемпіоном серед чоловіків на Кубку КНР з шорт-треку. У 2012 році став бронзовим призером молодіжного чемпіонату світу, у 2013 — срібним призером. У 2014 році Тянью Хань став срібним призером Олімпійських ігор в Сочі.